# Fouquet (affluent du Giffou)
Pour les articles homonymes, voir Fouquet et Cône.
Le Cône ou le Fouquet est une rivière du sud de la France sous-affluent du Tarn et de la Garonne.

## Géographie
De 22 km de longueur, il prend sa source sur la commune de Auriac-Lagast, dans l'Aveyron et se jette dans le Giffou en rive droite sur la commune de Saint-Just-sur-Viaur.

## Principaux affluents
- Ruisseau de Connillou, 6,4 km
- Riou Gros, 4,1 km
- Riou Blanc, 2,9 km
- Ruisseau de Bertrand, 5,2 km

### Nombre de Strahler
Donc le nombre de Strahler du Fouquet est de cinq.

## Départements et villes traversées
- Aveyron : Auriac-Lagast, Durenque, Réquista, La Selve, Saint-Just-sur-Viaur.